# Lodongiin Tüdew

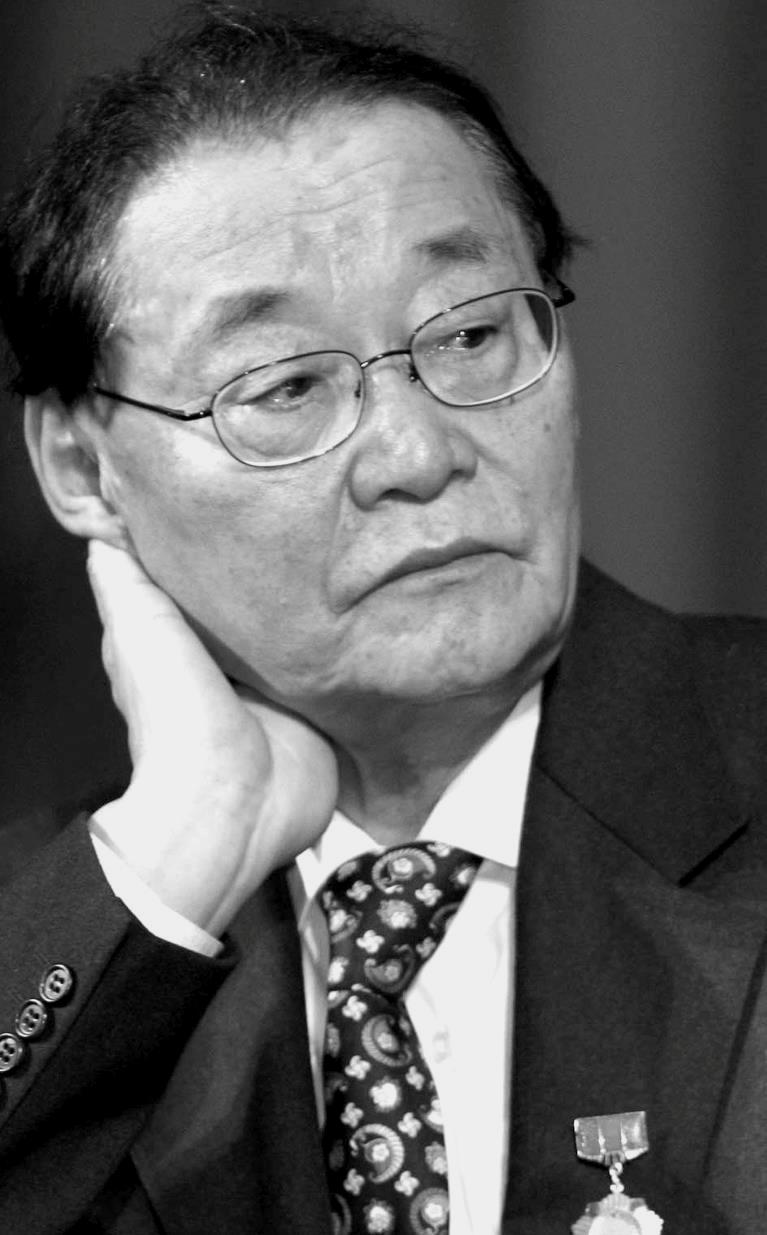
Lodongiin Tüdew (2017)

Lodongiin Tüdew (mongolisch Лодонгийн Түдэв; * 9. Februar 1935; † April 2020) war ein mongolischer Schriftsteller.

## Leben
Tüdew wurde 1935 in einer Viehhüterfamilie geboren. Er studierte von 1952 bis 1956 an der Pädagogischen Hochschule in Ulan Bator und arbeitete danach als Lehrer. Seit 1959 schrieb er für die Presse, wurde Redakteur der Zeitung „Kunst und Literatur“ und Literatur- bzw. Chefredakteur der Zeitung „Ünen“. 1967 promovierte er in Moskau im Fach Gesellschaftswissenschaften.
In der Mongolischen Volksrepublik gehörte Tüdew zu den bekanntesten Persönlichkeiten des öffentlichen Lebens. Er war in hohen politischen Funktionen tätig, so als Vorsitzender des Afroasiatischen Solidaritätskomitees und der Interparlamentarischen Gruppe des Parlaments, als stellvertretender Vorsitzender des Schriftstellerverbandes (1967–1973), als 1. Sekretär des Jugendverbandes (1973–1985), als Vorsitzender des Journalistenverbandes und von 1988 bis 1990 als Präsident des Kulturfonds der Mongolischen Volksrepublik. Er gehörte in der mongolischen „Wende“ zum Reformflügel der Mongolischen Revolutionären Volkspartei, als deren Präsidentschaftskandidat er 1993 dem bisherigen Amtsinhaber Punsalmaagiin Otschirbat unterlag. Danach zog sich Tüdew aus der aktiven Politik zurück und gründete eine eigene Zeitung, die sich mit historischen, kulturell-künstlerischen und religiösen Themen beschäftigt. Er war Herausgeber des umfangreichsten Buchprojekts der Mongolei, einer 108 Bände umfassenden Anthologie der mongolischen Literatur.

## Werk
Tüdew gehörte zu den bekanntesten und produktivsten mongolischen Erzählern. Er debütierte in den 1950er Jahren mit Gedichten und Kinderbüchern, denen weitere folgten (u. a. „Das Wasser des Lebens“, 1969). Der in sich geschlossene Episodenband „Bekanntschaft mit der Welt“ (1970, dt. 1982) greift auf Kindheitserlebnisse des Autors zurück und wendet sich an junge wie auch an erwachsene Leser. Tüdew schrieb humorvoll-ironische Erzählungen wie „Vieh ist Vieh“ (1968, dt. 1976), und auch in Sammelbänden wie „Menschen vom Lande“ (1969), „Der zweite Start des Helden“ (1976) und „Zeitgenossen“ (1980) griff er in oft skizzenhafter Form mit psychologischem Feingefühl und hintergründigem Humor Gegenwartsthemen auf. Daneben trat er auch als Lyriker und als Literaturtheoretiker mit Monographien wie „Die Klassiker der Weltliteratur in der Mongolei“ (1971) und „Nationale und allgemeine Züge der mongolischen Literatur“ (1975) hervor.
Bedeutung erlangte Tüdew vor allem als Romanautor. In „Hochwasser aus den Bergen“ (1960), nach der Trilogie „Morgendämmerung“ von Bjambyn Rintschen und neben „Unruhige Zeiten“ von Donrowyn Namdag einer der ersten Romane der modernen mongolischen Literatur, schilderte er die widerspruchsvolle Entwicklung eines anfangs passiven Viehhirten zu einem bewusst handelnden Menschen. Der zweibändige Roman „Weidewechsel“ (1964/71) bildet indirekt eine thematische Fortsetzung seines ersten Romans. Zurück in die Zeit nach der Revolution von 1921 führt der Roman „Das erste Jahr der Republik“ (1981) wie bereits die dokumentarische Erzählung „Der Polarstern weist den Weg“ (1968). Im stark episodischen, chronikartigen Roman „Der Tempel ohne Dach“ (1985) verfolgte Tüdew, auf reichem historischem und ethnographischem Material fußend, die wechselvolle Geschichte eines Lamas zu Beginn des 20. Jahrhunderts. Der Roman „Zeugnis der Revolution“ (1988) schließlich erzählt differenziert an einem dokumentarisch belegten Einzelschicksal von den Idealen eines Revolutionärs, der in den 1940er Jahren Opfer der stalinistischen Repressalien wird.
Die ästhetische Wirkung vor allem der Romane Tüdews beruht auf einer originellen Synthese von Traditionen alter mongolischer Erzählkunst und neuen Formen, poetischen Naturschilderungen und einer nuancenreichen, sensiblen Sprache.

## Übersetzungen
- in: Erkundungen. 20 mongolische Erzählungen, (Ost-)Berlin 1976
- L. Tüdew, Bekanntschaft mit der Welt, (Ost-)Berlin 1982 (übers. von Galsan Tschinag)